# 東山村 (福岡県)
東山村（ひがしやまむら）は、福岡県山門郡にあった村。現在のみやま市の一部。

## 地理
清水連山の北麓、西麓の平野に位置していた。

## 歴史
- 1907年（明治40年）1月1日 - 山門郡清水村、水上村が合併して東山村が発足[1][2]。
- 1956年（昭和31年）9月30日 - 山門郡瀬高町に編入され廃止[1][2]。

## 交通
- 1922年（大正11年）- 東肥鉄道（のち九州肥筑鉄道）矢部川から南関間が開通[1]。